# Otjikondo
Otjikondo ist eine private Siedlung und Schuldorf (Otjikondo Primary School) in der Region Kunene im Nordwesten Namibias. Sie liegt zwischen der Gemeinde Outjo (etwa 100 Kilometer) und dem Dorf Kamanjab (etwa 65 Kilometer).
Das Schuldorf Otjikondo wurde auf privatem Farmland von einem ehemaligen katholischen Brudermissionar, Reiner Stommel, gegründet.
Neben der Schule finden sich in Otjikondo eine Kirche, Schüler- und Lehrerunterkünfte, Sportfelder und ein der Selbstversorgung dienender landwirtschaftlicher Betrieb.